# Grallaria ayacuchensis
Grallaria ayacuchensis — вид горобцеподібних птахів родини Grallariidae. Описаний у 2020 році.

## Таксономія
Grallaria ayacuchensis описаний як новий вид у 2020 році на основі відмінностей у кольорі оперення, вокалізації та мітохондріальних генетичних даних. Популяцію цього виду раніше відносили до мурашниці каштанової (Grallaria blakei).

## Поширення
Ендемік Перу. Мешканець східного схилу Анд у провінції Аякучо. Живе у вологих гірських лісах.
Від близькоспорідненого виду Grallaria centralis відокремлений річкою Мантаро, а від Grallaria occabambae річкою Апурімак.